# Mars Life Explorer
Mars Life Explorer (en français Explorateur de la vie sur Mars), également désignée par son sigle MLE, est une mission spatiale robotique dont le développement est proposé par le Rapport décennal sur les sciences planétaires du Conseil national de la recherche des États-Unis publié début 2022. 
L'objectif principal de cette mission, qui serait lancée au début de la décennie 2030, est de déterminer si un environnement favorable à la vie existe ou a existé dans les dépôts de glace situés aux latitudes moyennes de la planète Mars. Pour remplir ses objectifs, la sonde spatiale, de type atterrisseur fixe et aux caractéristiques proches de la mission InSight, disposera d'une foreuse pouvant récupérer des carottes du sol jusqu'à deux mètres de profondeur ainsi que d'un ensemble d'instruments scientifiques permettant d'analyser les échantillons de sol.  

## Contexte
Plusieurs missions robotiques de la NASA sont en phase opérationnelle en 2022 soit à la surface de Mars soit en orbite autour de la planète. Une mission majeure destinée à ramener des échantillons de la surface de Mars sur Terre, Mars Sample Return, est développée conjointement par la NASA et l'Agence spatiale européenne et est entamée en 2020. Le Rapport décennal sur les sciences planétaires du Conseil national de la recherche des États-Unis publié début 2022 a étudié la suite à donner à toutes ces missions en cours. Le rapport propose de poursuivre le programme d'exploration de Mars en lançant au début de la décennie 2030 une mission de taille moyenne (classe New Frontiers). Quatre projets de mission ont été étudiés dont In Situ Mars Geochronology et Mars Life Explorer (MLE). Compte tenu du fait que les missions en cours (Perseverance/Mars 2020) ou en développement (Mars Sample Return) ont pour objectif de déterminer si la vie a existé par le passé, le rapport propose de sélectionner la mission MLE dont l'objectif principal serait de déterminer si Mars dispose encore de nos jours, malgré les changements climatiques intervenus, d'un environnement permettant à des formes de vie d'exister et, si c'est le cas, de déterminer si celles-ci existent. Le site étudié sera choisi dans les régions ayant conservé des dépôts de glace et situées aux latitudes les plus basses, qui ont enregistré les traces des changements climatiques récents et pourraient avoir fourni un environnement habitable jusqu'il y a peu.

## Objectifs
Les objectifs de la mission sont : 
- rechercher les molécules organiques et les gaz non équilibrés présents dans un environnement mélangeant de la glace et du régolithe et évaluer leur origine éventuellement biologique ;
- déterminer le caractère habitable des couches superficielles de la surface en prenant en considération les besoins du système de support de vie, de sources d'énergie et en identifiant les éléments toxiques ;
- déterminer les caractéristiques thermophysiques de la glace et du régolithe cimenté par de la glace ainsi que le rôle de l'eau liquide dans sa formation et dans son évolution ;
- déterminer les processus à l’œuvre dans le climat martien actuel qui préservent, modifient et détruisent les dépôts de glace.

## Caractéristiques techniques
L'étude de 2021 propose de développer une sonde spatiale de type atterrisseur fixe similaire à InSight (masse au lancement de 1,1 tonne contre 0,7 tonne pour InSight) alimentée en énergie par des panneaux solaires (un système mécanique permettant de chasser la poussière martienne est envisagé) et disposant d'une foreuse  (évolution de la foreuse Trident mise au point pour le programme Artemis) permettant de prélever des échantillons de sol jusqu'à deux mètres de profondeur.
La charge utile, d'une masse d'environ 100 kilogrammes dont 20 kilogrammes pour la foreuse, comprendrait une suite d'instruments destinés à détecter des biosignatures, une suite d'instruments mesurant la composition chimique et minérale, une station météorologique et des capteurs et caméras associés au système de forage.  

## Déroulement de la mission
Les dates de lancement envisagées sont 2033, 2035, 2037 et 2039. La phase opérationnelle durera au minimum 120 jours martiens et pourra être étendue à un an. Le coût total de la mission avec le lancement et les opérations est évalué à 1,6 milliard US$.